# Municipio de Springfield (condado de Muskingum)
El municipio de Springfield (en inglés: Springfield Township) es un municipio ubicado en el condado de Muskingum en el estado estadounidense de Ohio. En el año 2010 tenía una población de 5602 habitantes y una densidad poblacional de 116,11 personas por km².

## Geografía
El municipio de Springfield se encuentra ubicado en las coordenadas 39°54′45″N 82°3′18″O / 39.91250, -82.05500. Según la Oficina del Censo de los Estados Unidos, el municipio tiene una superficie total de 48.25 km², de la cual 48.07 km² corresponden a tierra firme y (0.38%) 0.18 km² es agua.

## Demografía
Según el censo de 2010, había 5602 personas residiendo en el municipio de Springfield. La densidad de población era de 116,11 hab./km². De los 5602 habitantes, el municipio de Springfield estaba compuesto por el 96.18% blancos, el 1.93% eran afroamericanos, el 0.14% eran amerindios, el 0.12% eran asiáticos, el 0.02% eran isleños del Pacífico, el 0.07% eran de otras razas y el 1.54% pertenecían a dos o más razas. Del total de la población el 0.32% eran hispanos o latinos de cualquier raza.